# Oluf Bang (veterinär)
Oluf Bang, född 1881, död 1937, var en dansk veterinärbakteriolog. Han var son till Bernhard Bang.
Bang var professor vid Den Kgl. Veterinær- og Landbohøjskole i Köpenhamn. Hans främsta vetenskapliga undersökningar rörde kreaturstuberkolosen, framför allt påvisandet av fågeltuberkulinets förhållande till däggdjurstuberkolosen. Även rörande den smittsamma kastsjukan hos nötkreatur nedlade Bang ett fruktsamt arbete.